# Avlidna 2007
Detta är en lista öer kända personer som har avlidit under 2007.

## Januari
- 1 januari – Tillie Olsen, 94, amerikansk feministisk författare.
- 2 januari – Teddy Kollek, 95, israelisk politiker.
- 4 januari – Marais Viljoen, 91, sydafrikansk politiker, tidigare president.
- 6 januari – "Sneaky" Pete Kleinow, 72, amerikansk steelgitarrist i The Flying Burrito Brothers.
- 8 januari – Iwao Takamoto, 81, amerikansk animatör.
- 8 januari – Christian Lund, 63, svensk regissör.
- 8 januari – David Ervine, 53, nordirländsk politiker och ledare för Progressive Unionist Party.
- 8 januari – Yvonne De Carlo, 84, kanadensisk-amerikansk skådespelare.
- 10 januari – Carlo Ponti, 94, italiensk filmproducent.
- 11 januari – Robert Anton Wilson, 74, amerikansk författare och individualanarkist.
- 12 januari – Larry Stewart, 58, amerikansk filantrop.
- 12 januari – Alice Coltrane, 69, amerikansk jazzmusiker.
- 13 januari – Michael "Mike" Brecker, 57, amerikansk jazzsaxofonist.
- 14 januari – Tom Lilledal, 60, norsk fotbollstränare.
- 14 januari – Darlene Conley, 72, amerikansk skådespelare.
- 15 januari – Barzan Ibrahim al-Tikriti, 55, irakisk före detta chef för säkerhetstjänsten, avrättad genom hängning för brott mot mänskligheten.
- 15 januari – Ardeshir Hosseinpour, 44, iransk kärnfysiker.
- 15 januari – Awad Hamed al-Bandar, 61, irakisk före detta chefsdomare, avrättad genom hängning för brott mot mänskligheten.
- 17 januari – Art Buchwald, 81, amerikansk journalist och författare.
- 17 januari – Alice Auma eller Alice Lakwena, 50, ugandiskt andemedium och rebelledare.
- 19 januari – Denny Doherty, 66, kanadensisk-amerikansk sångare och musiker i The Mamas and the Papas.
- 19 januari – Hrant Dink, 52, turkisk journalist av armenisk härkomst, mördad.
- 20 januari – Jan Jangö, 85, svensk fackboksförfattare.
- 21 januari – Björn Svensson, 62, svensk militär.
- 22 januari – Abbé Pierre, 94, fransk abbot och grundare av organisationen Emmaus.
- 22 januari – Klas Bergenstrand, 61, svensk säkerhetspolischef.
- 23 januari – Ryszard Kapuściński, 74, polsk författare och journalist.
- 23 januari – E. Howard Hunt, 88, amerikansk före detta CIA-agent, ledde inbrottet i Watergate.
- 24 januari – Emiliano Mercado del Toro, 115, puertoricansk (amerikansk) krigsveteran, världens äldsta person vid sin bortgång.
- 24 januari – Guadalupe Larriva, 50, ecuadoriansk försvarsminister, flygolycka.
- 24 januari – Wolfgang Iser, 80, tysk litteraturvetare.
- 25 januari – Hedda Lindahl, 87, svensk folkpartistisk politiker.
- 25 januari – Olle Stenholm, 64, svensk journalist och pressombudsman.
- 26 januari – Hans J. Wegner, dansk arkitekt och möbelformgivare.
- 28 januari – Jelena Romanova, 43, rysk friidrottare, olympisk mästare på 3000 meter 1992.
- 28 januari – Emma Tillman, 114, amerikanska, världens äldsta person vid sin bortgång.
- 30 januari – Sidney Sheldon, 89, amerikansk författare och manusförfattare.
- 31 januari – Mohammed Jamal Khalifa, 49, saudisk misstänkt finansiär av terrorism, svåger till Usama bin Laden.
- 31 januari – Kirill "Kirka" Babitzin, 56, finländsk musiker.
- 31 januari – Inger Hammar, 64, svensk lärare och historiker.

## Februari
- 1 februari – Gian Carlo Menotti, 95, italiensk kompositör.
- 6 februari – Frankie Laine, 93, amerikansk sångare.
- 7 februari – Érika Ortiz Rocasolano, 31, syster till prinsessan Letizia av Spanien.
- 7 februari – Alan MacDiarmid, 79, nyzeeländsk-amerikansk nobelpristagare i kemi 2000.
- 8 februari – Anna Nicole Smith, 39, amerikansk fotomodell och tv-personlighet.
- 9 februari – Ian Richardson, 72, brittisk skådespelare.
- 11 februari – Marianne Fredriksson, 79, svensk författare och journalist.
- 12 februari – Georg Buschner, 81, tysk (östtysk) fotbollstränare.
- 12 februari – Johan Björkman, 62, svensk finansman.
- 13 februari – Charlie Norwood, amerikansk republikansk politiker.
- 13 februari – Johanna Sällström, 32, svensk skådespelare.
- 14 februari – Richard S. Prather, 85, amerikansk författare.
- 14 februari – Tore Browaldh, 89, svensk näringslivsprofil.
- 15 februari – Lars Orup, 88, svensk tv-journalist.
- 15 februari – Ray Evans, 92, amerikansk låtskrivare.
- 17 februari – Maurice Papon, 96, fransk ämbetsman och dömd krigsförbrytare.
- 22 februari – Ian Wallace, 60, brittisk trummis, bland annat i King Crimson.
- 22 februari – Lothar-Günther Buchheim, 89, tysk författare.
- 23 februari – Pascal Yoadimnadji, 56 eller 57, tchadisk regeringschef.
- 28 februari – Arthur M. Schlesinger, 89, amerikansk historiker.

## Mars
- 1 mars – Otto Brandenburg, 72, dansk sångare och skådespelare.
- 2 mars – Henri Troyat, 95, armenisk-fransk författare.
- 3 mars – Osvaldo Cavandoli, italiensk tecknare.
- 4 mars – Peter Munk, 58, svensk dödshjälpsförespråkare.
- 4 mars – Thomas Eagleton, 77, amerikansk senator och vicepresidentkandidat.
- 6 mars – Werner Vögeli, 77, schweizisk-svensk kock och gastronom.
- 6 mars – Pierre Moinot, 86, fransk författare.
- 6 mars – Ernest Gallo, 97, amerikansk vintillverkare.
- 6 mars – Ellen Bergman, 87, svensk regissör, skådespelare, koreograf och teaterchef.
- 6 mars – Jean Baudrillard, 77, fransk sociolog och filosof.
- 7 mars – Frigyes Hidas, 78, ungersk kompositör.
- 9 mars – Brad Delp, 55, amerikansk sångare och musiker.
- 11 mars – Betty Hutton, 86, amerikansk skådespelare och sångerska.
- 13 mars – Egon Kjerrman, 86, svensk musikdirektör och kompositör.
- 17 mars – Bo Sigheden, 66, svensk journalist.
- 20 mars – Taha Yassin Ramadan, 68 eller 69, irakisk tidigare vicepresident.
- 21 mars – Sven O. Höiby, 70, norsk journalist, reklamman, förläggare och kronprinsessan Mette-Marits far.
- 25 mars – Andranik Markarjan, 55, armenisk premiärminister.
- 27 mars – Paul C. Lauterbur, 77, amerikansk fysiker och nobelpristagare.
- 27 mars – Hans Hedberg, 89, svensk skulptör.
- 28 mars – Tony Scott, 85, amerikansk jazzklarinettist.
- 29 mars – Tosiwo Nakayama, 75, mikronesisk tidigare president.

## April
- 1 april – Jan Olov Olsson, 67, svensk ämbetsman
- 5 april – Mark St. John, 51, amerikansk rockgitarrist.
- 5 april – Maria Gripe, 83, svensk författare av barn- och ungdomslitteratur.
- 7 april – Johnny Hart, 76, amerikansk serietecknare.
- 8 april – Sol LeWitt, 78, amerikansk konstnär.
- 11 april – Kurt Vonnegut, 84, amerikansk författare.
- 11 april – Roscoe Lee Browne, 81, amerikansk skådespelare.
- 14 april – René Rémond, 88, fransk statsvetare och historiker.
- 15 april – Brant Parker, 86, amerikansk serietecknare.
- 16 april – Seung-Hui Cho, 23, sydkoreansk massmördare och student vid Virginia Tech i USA.
- 19 april – Jean-Pierre Cassel, 74, fransk skådespelare.
- 22 april – Juanita Millender-McDonald, amerikansk demokratisk politiker, kongressledamot 1996–2007.
- 23 april – David Halberstam, amerikansk journalist och författare.
- 23 april – Boris Jeltsin, 76, rysk tidigare president.
- 24 april – Alan Ball, 61, engelsk fotbollsspelare.
- 27 april – Mstislav Rostropovitj, 80, rysk-amerikansk cellist och dirigent.
- 27 april – Fajer Fajersson, svensk veteförädlare.
- 29 april – Ivica Račan, 63, kroatisk tidigare premiärminister.
- 29 april – Arve Opsahl, 85, norsk skådespelare och komiker.
- 29 april – Joseph Nérette, 82 eller 83, haitisk tidigare president.
- 30 april – Grégory Lemarchal, 24, fransk musiker.

## Maj
- 2 maj – Magnus Stenbock, 95, svensk greve, författare, debattör och konstnär.
- 3 maj – Thomas Ungewitter, 63, svensk skådespelare.
- 3 maj – Walter ”Wally” Schirra, 84, amerikansk astronaut.
- 5 maj – Theodore Maiman, 79, amerikansk fysiker.
- 6 maj – Brita Schlyter, 92, svensk pionjär inom förskolan.
- 7 maj – Tomasi Kulimoetoke II, 88, kung av Uvea (Wallis).
- 9 maj – Sture Borgedahl, 90, svensk musikförläggare.
- 11 maj – Malietoa Tanumafili II, 94, samoansk kung.
- 12 maj – Dadullah Akhund, omkr. 41, afghansk talibanbefälhavare.
- 13 maj – Torsten Renqvist, 83, svensk konstnär.
- 15 maj – Yolanda King, 51, amerikansk skådespelare engagerad i medborgerliga och mänskliga rättigheter, Martin Luther Kings dotter och äldsta barn.
- 15 maj – Jerry Falwell, 73, amerikansk baptistpredikant och företrädare för den kristna högern.
- 17 maj – Lloyd Alexander, 83, amerikansk författare.
- 18 maj – Pierre-Gilles de Gennes, 74, fransk fysiker, nobelpristagare 1991.
- 18 maj – Helge Brattgård, 86, svensk biskop emeritus.
- 18 maj – Hans-Uno Bengtsson, 54, svensk fysiker och författare.
- 21 maj – Bruno Mattei, 75, italiensk filmregissör.
- 23 maj – Tron Øgrim, 59, norsk författare, journalist och politiker. Aktiv Wikipedia-användare.
- 25 maj – Bartholomew Ulufa'alu, 56, före detta premiärminister på Salomonöarna.
- 25 maj – Laurie Bartram, amerikansk skådespelerska.
- 28 maj – David Lane, 68, amerikansk nynazistledare.
- 31 maj – Kenth Pettersson, 58, svensk fackföreningsledare och arbetsmiljöverkets generaldirektör.

## Juni
- 4 juni – Craig Thomas, 74, amerikansk republikansk senator.
- 5 juni – Povel Ramel, 85, svensk författare, musiker, komiker med mera.
- 7 juni – Olle Härlin, 84, svensk ingenjör och militär.
- 8 juni – Richard Rorty, 75, amerikansk filosof.
- 8 juni – Kenny Olsson, 30, svensk speedwayförare.
- 8 juni – Richard Holm, 45, svensk basist i dansbandet Jannez.
- 8 juni – Aden Abdullah Osman Daar, 99, somalisk tidigare president.
- 9 juni – Sembène Ousmane, senegalesisk författare.
- 10 juni – Karl-Erik Nylén, 76, svensk militär.
- 14 juni – Kurt Waldheim, 88, österrikisk politiker, FN:s tidigare generalsekreterare.
- 17 juni – Gianfranco Ferré, 62, italiensk modeskapare.
- 19 juni – Klausjürgen Wussow, 78, tysk skådespelare.
- 22 juni – Bernd Becher, 75, tysk fotograf och Hasselbladspristagare.
- 22 juni – Younoussa Bamana, 72, tidigare prefekt på Mayotte.
- 23 juni – Tor Ragnar Gerholm, 81, svensk kärnfysiker och debattör.
- 24 juni – Chris Benoit, 40, fransk-kanadensisk showbrottare.
- 26 juni – Jupp Derwall, 80, västtysk tidigare förbundskapten i fotboll.
- 26 juni – Liz Claiborne, 78, amerikansk modeskapare.
- 28 juni – Kiichi Miyazawa, 87, japansk tidigare premiärminister.

## Juli
- 2 juli – Git Gay, 85, svensk skådespelare, sångerska och revyartist.
- 2 juli – Beverly Sills, 78, amerikansk operasångare.
- 3 juli – Alice Timander, 91, svensk tandläkare och underhållare.
- 3 juli – Boots Randolph, 80, amerikansk tenorsaxofonist.
- 8 juli – Chandra Shekhar, 80, indisk tidigare premiärminister.
- 10 juli – Abdul Rashid Ghazi, 42 eller 43, pakistansk ledare för en fundamentalistisk upprorsgrupp.
- 10 juli – Terry Whitmore, 60, amerikansk desertör, bosatt i Sverige.
- 11 juli – Lady Bird Johnson, 94, amerikansk tidigare presidenthustru.
- 11 juli – Ove Grahn, 64, svensk fotbollsspelare.
- 18 juli – Erik Appelgren, 62, svensk teaterregissör och skådespelare.
- 20 juli – Kai Siegbahn, 89, svensk fysiker och nobelpristagare i fysik 1981.
- 20 juli – Tammy Faye Messner, 65, amerikansk kristen tv-personlighet.
- 22 juli – Ulrich Mühe, 54, tysk skådespelare.
- 23 juli – Mohammed Zahir Shah, 92, afghansk tidigare kung.
- 23 juli – Ernst Otto Fischer, 88, tysk nobelpristagare i kemi.
- 26 juli – Lars Forssell, 14 januari 1928 (79 år), svensk författare och akademiledamot.
- 29 juli – Michel Serrault, 24 januari 1928 (79 år), fransk skådespelare.
- 29 juli – Tom Snyder, 71, amerikansk journalist och TV-programledare.
- 30 juli – Erica Patzek, 96, tysk före detta fru till Sigvard Bernadotte.
- 30 juli – Ingmar Bergman, 89, svensk film- och teaterregissör, manusförfattare och författare.
- 30 juli – Michelangelo Antonioni, 94, italiensk filmregissör.
- 31 juli – R.D. Wingfield, 79, brittisk författare, Ett fall för Frost

## Augusti
- 1 augusti – Tommy Makem, 4 november 1932 (74 år), irländsk (nordirländsk) folkmusiker.
- 2 augusti – Peter Eriksson, 48, svensk neurolog.
- 3 augusti – Peter Thorup, 58, dansk gitarrist och sångare, bland annat medlem i CCS.
- 3 augusti – John Gardner, 20 november 1926 (80 år), brittisk författare.
- 4 augusti – Raul Hilberg, 2 juni 1926 (81 år), österrikisk förintelsehistoriker.
- 4 augusti – Lee Hazlewood, 9 juli 1929 (78 år), amerikansk countrysångare.
- 5 augusti – Jean-Marie Lustiger, 80, fransk kardinal och Paris tidigare ärkebiskop.
- 6 augusti – Atle Selberg, 90, norsk matematiker.
- 8 augusti – Richard Dahl, 3 augusti 1933 (74 år), svensk höjdhoppare.
- 10 augusti – Tony Wilson, 20 februari 1950 (57 år), brittisk skivbolagschef, tv- och radioprogramledare.
- 12 augusti – Merv Griffin, 6 juli 1925 (82 år), amerikansk tv-programledare och -producent.
- 13 augusti – Lennart Mörk, 75, svensk scenograf.
- 13 augusti – Yone Minagawa, 114, japansk kvinna som troligen var världens äldsta person.
- 13 augusti – Brooke Astor, 105, amerikansk affärskvinna, filantrop och en personlighet inom New Yorks sällskapsliv.
- 14 augusti – Tichon Chrennikov, 94, rysk kompositör och pianist.
- 14 augusti – John Biffen, 76, brittisk konservativ politiker.
- 15 augusti – Claes Esphagen, 83, svensk skådespelare
- 16 augusti – Max Roach, 83, amerikansk jazztrumslagare.
- 17 augusti – Anne-Marie Hagelin, 105, August Strindbergs yngsta dotter och en av Sveriges äldsta personer.
- 18 augusti – Michael Deaver, 69, amerikansk tidigare vice stabschef i Vita huset.
- 20 augusti – Leona Helmsley, 87, amerikansk hotell- och fastighetsentreprenör.
- 24 augusti – Aaron Russo, 64, amerikansk filmproducent och libertariansk politisk aktivist.
- 24 augusti – Abdul Rahman Arif, 91, irakisk tidigare president.
- 24 augusti – Lars Foss, 82, dansk civilingenjör och vd för BT Kemi, känd för att ha druckit Hormoslyr i tv 1975.
- 24 augusti – Björn Rosén, 82, svensk företagsledare.
- 25 augusti – Raymond Barre, 83, fransk politiker och tidigare premiärminister.
- 26 augusti – Gaston Thorn, 78, luxemburgsk tidigare premiärminister.
- 28 augusti – Paul MacCready, 81, amerikansk flygingenjör.
- 28 augusti – Antonio Puerta, 22, spansk fotbollsspelare.
- 29 augusti – Pierre Messmer, 91, fransk tidigare premiärminister.
- 29 augusti – Bertil Schröder, 60, svensk arkitekt.
- 30 augusti – Michael Jackson, 65, brittisk författare, öl- och whiskyexpert.
- 31 augusti – Gay Brewer, 75, amerikansk golfspelare.

## September
- 6 september – Luciano Pavarotti, 71, italiensk operasångare.
- 6 september – Ronald Magill, 87, brittisk skådespelare.
- 6 september – Madeleine L'Engle, 88, amerikansk författare.
- 7 september – John Compton, 82, Saint Lucias premiärminister.
- 10 september – Jane Wyman, 90, amerikansk skådespelare (Maktkamp på Falcon Crest).
- 10 september – Anita Roddick, 64, brittisk entreprenör och grundare av Body Shop.
- 11 september – Joe Zawinul, 75, österrikisk jazzpianist och -keyboardist.
- 13 september – Erik Tobé, 100, svensk lantmätare och riksdagsman.
- 15 september – Colin McRae, 39, brittisk rallyförare.
- 16 september – Robert Jordan, 58, amerikansk författare.
- 19 september – Antoine Ghanem, 64, libanesisk politiker, mördad.
- 21 september – Hallgeir Brenden, 78, norsk längdskidåkare.
- 22 september – Kurt West, 84, finlandssvensk krigsveteran och författare.
- 22 september – Marcel Marceau, 84, fransk mimartist.
- 24 september – Torsten Örn, 74, svensk diplomat.
- 24 september – Karl-Gunnar Ellverson, 65, svensk präst och författare.
- 24 september – André Gorz, 84, österrikisk-fransk politisk filosof.
- 28 september – Jan Freese, 73, svensk jurist och ämbetsman.
- 29 september – Lois Maxwell, 80, kanadensisk skådespelerska.
- 30 september – Milan Jelić, 51, bosnisk politiker och tidigare Republika Srpskas president.

## Oktober
- 1 oktober – Al Oerter, 71, amerikansk diskuskastare.
- 3 oktober – Tony Ryan, 71, irländsk entreprenör, medgrundare av lågprisflygbolaget Ryanair.
- 6 oktober – Jo Ann Davis, amerikansk republikansk politiker, kongressledamot 2001–2007.
- 7 oktober – Georg Oddner, 83, svensk fotograf.
- 7 oktober – Riccardo Campogiani, 16, svenskt gatuvåldsoffer.
- 7 oktober – Norifumi Abe, 31, japansk roadracingförare, trafikolycka
- 8 oktober – Zdzisław Peszkowski, 89, polsk präst.
- 11 oktober – Mehmed Uzun, 54, kurdisk-svensk författare.
- 11 oktober – Rauni Mollberg, 78, finländsk tv- och filmregissör.
- 12 oktober – Per Sundh, 89, svensk militär.
- 12 oktober – Soe Win, 58 eller 59, burmesisk premiärminister.
- 12 oktober – Kisho Kurokawa, 73, japansk arkitekt.
- 13 oktober – Bob Denard, 78, fransk legosoldat.
- 14 oktober – Jan Raneke, 93, svensk heraldiker och konstnär.
- 16 oktober – Ursula Richter, 75, svensk radioproducent.
- 16 oktober – Toše Proeski, 26, makedonsk sångare.
- 16 oktober – Deborah Kerr, 86, brittisk-amerikansk skådespelerska.
- 16 oktober – Ignacy Jeż, 93, polsk romersk-katolsk biskop.
- 17 oktober – Teresa Brewer, 76, amerikansk populär- och jazzsångerska.
- 17 oktober – Joey Bishop, 89, amerikansk komiker, skådespelare och sångare.
- 18 oktober – Lucky Dube, 43, sydafrikansk reggaeartist.
- 19 oktober – Jan Wolkers, 81, nederländsk författare och konstnär.
- 20 oktober – Paul Raven, brittisk musiker.
- 22 oktober – Ève Curie, 102, fransk-amerikansk författare, dotter till Pierre och Marie Curie.
- 23 oktober – Gun Kessle, 81, svensk konstnär, fotograf och författare.
- 25 oktober – Gustaf Peyron, 86, svensk militär.
- 26 oktober – Arthur Kornberg, 89, amerikansk biokemist och nobelpristagare.
- 30 oktober – Robert Goulet, 73, amerikansk sångare och skådespelare.
- 31 oktober – Per Ericson, 42, svensk journalist och författare, verksam som ledarskribent i Svenska Dagbladet.

## November
- 1 november – Paul Tibbets, 92, amerikansk general, kapten på planet som släppte atombomben över Hiroshima.
- 2 november – S.P. Thamilselvan, 40, tamilsk ledare för den politiska grenen av gerillarörelsen LTTE.
- 5 november – Nils Liedholm, 85, svensk fotbollsspelare, fotbollstränare och vinodlare.
- 7 november – Pekka-Eric Auvinen, 18, finsk massmördare.
- 10 november – Norman Mailer, 84, amerikansk författare.
- 12 november – Tinius Nagell-Erichsen, 73, norsk mediemagnat.
- 12 november – Ira Levin, 78, amerikansk författare.
- 20 november –  Ian Smith, 88, rhodesisk (zimbabwisk) politiker, tidigare premiärminister i Rhodesia (Zimbabwe).
- 21 november – Tom Johnson, 79, kanadensisk ishockeyspelare.
- 21 november – Herbert Saffir, 90, amerikansk forskare som utvecklade Saffir–Simpsons orkanskala.
- 22 november – Maurice Béjart, 80, fransk dansare och koreograf.
- 24 november – Casey Calvert, 26, amerikansk gitarrist och sångare i Hawthorne Heights.
- 25 november – Kevin DuBrow, 52, amerikansk sångare i Quiet Riot.
- 26 november – Marit Allen, 66, brittisk modejournalist och kostymör.
- 27 november – Sean Taylor, 24, amerikansk fotbollsspelare.
- 29 november – Roger Smith, 82, amerikansk företagsledare och tidigare styrelseordförande och verkställande direktör för General Motors.
- 30 november – Robert "Evel" Knievel, 69, amerikansk stuntman.

## December
- 1 december – Ken McGregor, 78, australisk tennisspelare.
- 4 december – David "Chip" Reese, 56, amerikansk professionell pokerspelare.
- 5 december – Karlheinz Stockhausen, 79, tysk kompositör.
- 9 december – Thore Skogman, 76, svensk artist.
- 10 december – Lars Leffler, 62, svensk militär.
- 12 december – Ike Turner, 76, amerikansk musiker.
- 12 december – Bengt Andersson, 85, svensk skådespelare, tv-underhållare och lokförare.
- 13 december – Fuat Deniz, 40, svensk sociolog av assyriskt ursprung.
- 16 december – Serge Vinçon, 58, fransk politiker.
- 16 december – Dan Fogelberg, 56, amerikansk sångare, låtskrivare och musiker.
- 20 december – Peer Hultberg, 72, dansk författare och psykoanalytiker.
- 22 december – Julien Gracq, 97, fransk författare.
- 23 december – Oscar Peterson, 82, kanadensisk jazzpianist.
- 23 december – Hans Mild, 73, svensk landslagsman i fotboll och ishockey.
- 25 december – Giovanni Jaconelli, 86, svensk klarinettist.
- 27 december – Jaan Kross, 87, estnisk författare.
- 27 december – Benazir Bhutto, 54, pakistansk politiker.
- 29 december – Phil O'Donnell, 35, brittisk (skotsk) fotbollsspelare.
- 30 december – Bert Bolin, 82, svensk professor emeritus i meteorologi.
- 31 december – Ettore Sottsass, 90, italiensk designer.
- 31 december – Markku Peltola, 51, finländsk skådespelare och musiker.